# ژونگشان
ژونگشان (به لاتین: Zhongshan) یک شهر مرکزی در جمهوری خلق چین است که در گوانگ‌دونگ واقع شده‌است.

## خصوصیات
ژونگشان ۱٬۷۸۳٫۶۷ کیلومترمربع مساحت و ۳٬۱۴۲٬۳۰۰ نفر جمعیت دارد و ۱۱ متر بالاتر از سطح دریا واقع شده‌است.

## خواهرخوانده
شهر هونولولو، هاوایی خواهرخواندهٔ ژونگشان می باشد.